# Polisportiva Filottrano Pallavolo 2015-2016
Questa voce raccoglie le informazioni riguardanti la Polisportiva Filottrano Pallavolo nelle competizioni ufficiali della stagione 2015-2016.

## Stagione

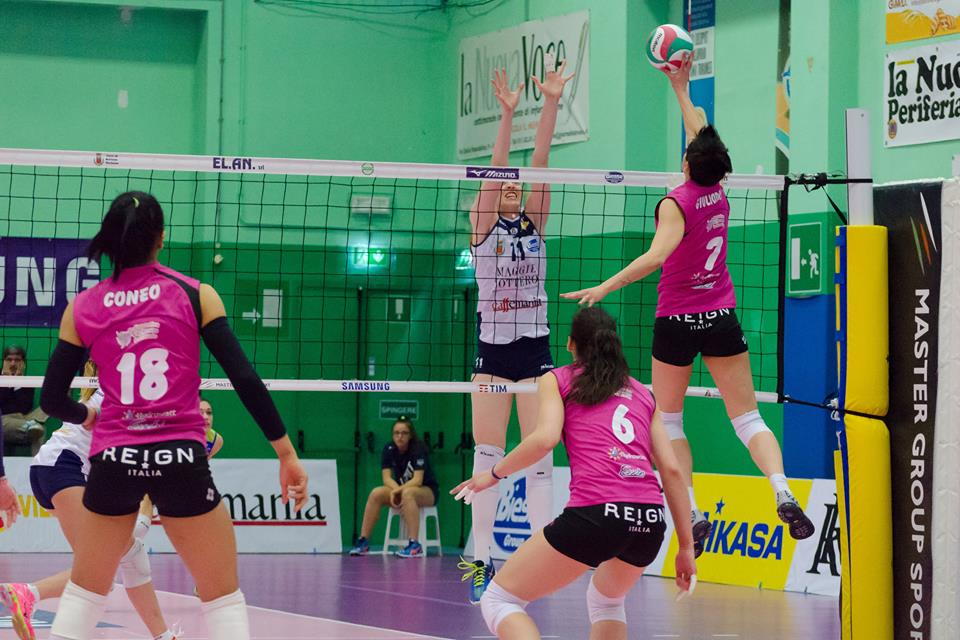
La Polisportiva Filottrano Pallavolo durante una fase di gioco

La stagione 2015-16 è stata per la Polisportiva Filottrano Pallavolo, sponsorizzata dalla Lardini, è la seconda consecutiva in Serie A2: la squadra infatti, dopo essere retrocessa in Serie B1 a seguito dell'ultimo posto in classifica nella stagione 2014-15, acquista il titolo sportivo dalla Pallavolo Piacentina, ottenendo il diritto di partecipazione al campionato cadetto. Come allenatore viene scelto Andrea Pistola, mentre la rosa è in buona parte modificata, con poche conferme, come quella di Claudia Stincone, Federica Feliziani e Francesca Villani; tra i nuovi acquisti quelli di Beatrice Agrifoglio, Asia Cogliandro, Sara Giuliodori, Serena Moneta, Elena Kiosi e Amanda Coneo, quest'ultima arrivata a campionato in corso, mentre tra le cessioni quelle di Dušanka Karić, Ilaria Corazza, Melissa Martinelli, Sara Carloni e Arianna Argentati.
Il campionato si apre con la sconfitta in trasferta contro il Chieri '76 Volleyball, mentre la prima vittoria arriva nella giornata successiva, in casa, ai danni del New Volley Libertas: dopo una serie di risultati altalenanti, il club marchigiano inanella una serie di tre successi consecutivi a cui fanno seguito due gare perse; dopo le vittorie sul Volley Pesaro e sulla Trentino Rosa, nell'ultima giornata del girone di andata viene fermata dalla Pallavolo Hermaea, chiudendo al sesto posto in classifica e qualificandosi per la Coppa Italia di categoria. Il girone di ritorno vede la squadra di Filottrano raccogliere esclusivamente successi, eccetto in due occasioni, alla diciottesima giornata contro il Volley 2002 Forlì e alla ventiquattresima giornata contro il Volley Pesaro, conquistando, al termine della regular season, la quinta posizione in classifica. Nei quarti di finale dei play-off promozione sfida la Trentino Rosa e dopo aver vinto la gara di andata, perde quella di ritorno, venendo eliminata dalla competizione a seguito della sconfitta al golden set.
Grazie al sesto posto in classifica al termine del girone di andata della Serie A2 2015-16, la Polisportiva Filottrano Pallavolo partecipa, per la prima volta, alla Coppa Italia di Serie A2: tuttavia viene eliminata nei quarti di finale a seguito della sconfitta per 3-1 inflitta dalla Pro Victoria.

## Organigramma societario
Area direttiva
- Presidente: Renzo Gobbi

Area tecnica
- Allenatore: Andrea Pistola
- Allenatore in seconda: Valerio Lionetti
- Assistente allenatore: Andrea Graziani
- Scout man: Marco Malatini

Area sanitaria
- Medico: Laura Scortichini
- Preparatore atletico: Alessandro Giampieri
- Fisioterapista: Ilaria Barontini, Geremia Preti
- Osteopata: Andrea Battisti

## Rosa
| N° | Nome                | Ruolo | Data di nascita   | Nazionalità sportiva |
| -- | ------------------- | ----- | ----------------- | -------------------- |
| 2  | Alessia Barzetti    | L     | 27 aprile 1999    | Italia               |
| 3  | Claudia Stincone    | P     | 26 ottobre 1992   | Italia               |
| 4  | Beatrice Agrifoglio | P     | 1º gennaio 1994   | Italia               |
| 5  | Federica Feliziani  | L     | 5 agosto 1983     | Italia               |
| 6  | Elenī Kiosī         | S/O   | 27 febbraio 1985  | Grecia               |
| 7  | Sara Giuliodori     | C     | 5 giugno 1983     | Italia               |
| 8  | Greta Cavestro      | S     | 19 luglio 1993    | Italia               |
| 9  | Francesca Villani   | S     | 30 maggio 1995    | Italia               |
| 11 | Elisa Rita          | C     | 21 aprile 1993    | Italia               |
| 13 | Asia Cogliandro     | C     | 12 gennaio 1996   | Italia               |
| 14 | Serena Moneta       | S     | 17 dicembre 1990  | Italia               |
| 17 | Cristina Coppi      | S     | 13 settembre 1994 | Italia               |
| 18 | Amanda Coneo        | S     | 20 dicembre 1996  | Colombia             |

## Mercato
| Acquisti | Acquisti            | Acquisti      | Acquisti   |
| R.       | Nome                | da            | Modalità   |
| -------- | ------------------- | ------------- | ---------- |
| P        | Beatrice Agrifoglio | Casalmaggiore | definitivo |
| L        | Alessia Barzetti    | Young Osimo   | definitivo |
| C        | Asia Cogliandro     | Pavia         | definitivo |
| S        | Amanda Coneo        | Bolívar       | definitivo |
| S        | Cristina Coppi      | Gabicce       | definitivo |
| C        | Sara Giuliodori     | Piacentina    | definitivo |
| S/O      | Elenī Kiosī         | Hermaea       | definitivo |
| S        | Serena Moneta       | Pro Victoria  | definitivo |

| Cessioni | Cessioni           | Cessioni      | Cessioni   |
| R.       | Nome               | a             | Modalità   |
| -------- | ------------------ | ------------- | ---------- |
| C        | Arianna Argentati  | Moie          | definitivo |
| S        | Chiara Baroli      | Moie          | definitivo |
| P        | Sara Carloni       | Pagliare      | definitivo |
| S        | Ilaria Corazza     | Pinerolo      | definitivo |
| S        | Dušanka Karić      | -             | ritirata   |
| S/O      | Lorenza Lupidi     | Soverato      | definitivo |
| S        | Greta Malavolta    | ?             | definitivo |
| C        | Melissa Martinelli | Trentino Rosa | definitivo |

## Risultati

### Serie A2

#### Girone di andata
| 1ª giornata - 18 ottobre 2015 PalaMaddalene, Chieri           | Chieri '76      | 3 - 1 | Filottrano      | 25-17, 26-24, 22-25, 25-23        |
| 2ª giornata - 25 ottobre 2015 PalaBaldinelli, Osimo           | Filottrano      | 3 - 1 | Libertas Aversa | 25-17, 25-22, 23-25, 25-23        |
| 3ª giornata - 1º novembre 2015 PalaScoppa, Soverato           | Soverato        | 3 - 1 | Filottrano      | 25-15, 19-25, 25-20, 25-22        |
| 4ª giornata - 8 novembre 2015 PalaRamadù, Cisterna di Latina  | Cisterna        | 2 - 3 | Filottrano      | 14-25, 17-25, 25-23, 25-19, 8-15  |
| 5ª giornata - 15 novembre 2015 PalaBaldinelli, Osimo          | Filottrano      | 0 - 3 | Forlì           | 16-25, 23-25, 16-25               |
| 6ª giornata - 18 novembre 2015 PalaBaldinelli, Osimo          | Filottrano      | 3 - 1 | Beng Rovigo     | 23-25, 25-22, 25-12, 25-17        |
| 7ª giornata - 22 novembre 2015 PalaSurace, Palmi              | Golem           | 2 - 3 | Filottrano      | 25-27, 15-25, 25-23, 25-19, 10-15 |
| 8ª giornata - 29 novembre 2015 PalaBaldinelli, Osimo          | Filottrano      | 3 - 1 | Pro Victoria    | 25-20, 25-16, 27-29, 25-20        |
| 9ª giornata - 6 dicembre 2015 Palazzetto dello Sport, Caserta | VolAlto Caserta | 3 - 2 | Filottrano      | 25-18, 25-23, 25-27, 15-25, 15-6  |
| 10ª giornata - 13 dicembre 2015 PalaBaldinelli, Osimo         | Filottrano      | 2 - 3 | Lilliput        | 19-25, 23-25, 25-19, 25-14, 8-15  |
| 11ª giornata - 18 dicembre 2015 PalaCampanara, Pesaro         | Pesaro          | 2 - 3 | Filottrano      | 25-16, 16-25, 26-24, 23-25, 12-15 |
| 12ª giornata - 22 dicembre 2015 PalaBaldinelli, Osimo         | Filottrano      | 3 - 1 | Trentino Rosa   | 23-25, 25-18, 25-21, 25-13        |
| 13ª giornata - 17 gennaio 2016 Geopalace, Olbia               | Hermaea         | 3 - 1 | Filottrano      | 23-25, 30-28, 25-19, 25-23        |

#### Girone di ritorno
| 14ª giornata - 24 gennaio 2016 PalaBaldinelli, Osimo                  | Filottrano      | 3 - 1 | Chieri '76      | 21-25, 25-12, 25-12, 25-13        |
| 15ª giornata - 31 gennaio 2016 PalaJacazzi, Aversa                    | Libertas Aversa | 1 - 3 | Filottrano      | 18-25, 25-19, 25-27, 23-25        |
| 16ª giornata - 7 febbraio 2016 PalaBaldinelli, Osimo                  | Filottrano      | 3 - 2 | Soverato        | 25-21, 18-25, 25-20, 21-25, 15-7  |
| 17ª giornata - 14 febbraio 2016 PalaBaldinelli, Osimo                 | Filottrano      | 3 - 0 | Cisterna        | 25-19, 25-14, 25-15               |
| 18ª giornata - 21 febbraio 2016 PalaRomiti, Forlì                     | Forlì           | 3 - 1 | Filottrano      | 23-25, 25-15, 25-15, 25-21        |
| 19ª giornata - 24 febbraio 2016 Palazzetto dello Sport, Rovigo        | Beng Rovigo     | 2 - 3 | Filottrano      | 26-24, 22-25, 25-15, 21-25, 14-16 |
| 20ª giornata - 28 febbraio 2016 PalaBaldinelli, Osimo                 | Filottrano      | 3 - 0 | Golem           | 25-15, 25-22, 25-21               |
| 21ª giornata - 6 marzo 2016 Palazzetto dello Sport, Monza             | Pro Victoria    | 2 - 3 | Filottrano      | 20-25, 21-25, 25-22, 25-11, 13-15 |
| 22ª giornata - 13 marzo 2016 PalaBaldinelli, Osimo                    | Filottrano      | 3 - 0 | VolAlto Caserta | 25-23, 25-14, 25-15               |
| 23ª giornata - 26 marzo 2016 Palazzetto dello Sport, Settimo Torinese | Lilliput        | 2 - 3 | Filottrano      | 14-25, 25-21, 17-25, 25-16, 12-15 |
| 24ª giornata - 3 aprile 2016 PalaBaldinelli, Osimo                    | Filottrano      | 2 - 3 | Pesaro          | 25-21, 21-25, 12-25, 25-22, 8-15  |
| 25ª giornata - 6 aprile 2016 PalaSanbapolis, Trento                   | Trentino Rosa   | 2 - 3 | Filottrano      | 20-25, 25-18, 17-25, 25-16, 11-15 |
| 26ª giornata - 10 aprile 2016 PalaBaldinelli, Osimo                   | Filottrano      | 3 - 0 | Hermaea         | 25-20, 25-20, 25-13               |

#### Play-off promozione
| Quarti di finale (andata) - 13 aprile 2016 PalaBaldinelli, Osimo   | Filottrano    | 3 - 1 | Trentino Rosa | 26-24, 25-17, 21-25, 26-24                   |
| Quarti di finale (ritorno) - 17 aprile 2016 PalaSanbapolis, Trento | Trentino Rosa | 3 - 1 | Filottrano    | 25-21, 25-22, 22-25, 25-22 Golden set: 17-15 |

### Coppa Italia di Serie A2

#### Fase a eliminazione diretta
| Quarti di finale - 27 gennaio 2016 Palazzetto dello Sport, Monza | Pro Victoria | 3 - 1 | Filottrano | 25-16, 12-25, 25-18, 25-22 |

## Statistiche

### Statistiche di squadra
| Competizione             | Punti | In casa | In casa | In casa | In trasferta | In trasferta | In trasferta | Totale | Totale | Totale |
| Competizione             | Punti | G       | V       | P       | G            | V            | P            | G      | V      | P      |
| ------------------------ | ----- | ------- | ------- | ------- | ------------ | ------------ | ------------ | ------ | ------ | ------ |
| Serie A2                 | 49    | 14      | 11      | 3       | 14           | 8            | 6            | 28     | 19     | 9      |
| Coppa Italia di Serie A2 | -     | -       | -       | -       | 1            | 0            | 1            | 1      | 0      | 1      |
| Totale                   | -     | 14      | 11      | 3       | 15           | 8            | 7            | 29     | 19     | 10     |

G = partite giocate; V = partite vinte; P = partite perse

### Statistiche dei giocatori
| Giocatore     | Serie A2 | Serie A2 | Serie A2 | Serie A2 | Serie A2 | Coppa Italia di Serie A2 | Coppa Italia di Serie A2 | Coppa Italia di Serie A2 | Coppa Italia di Serie A2 | Coppa Italia di Serie A2 | Totale | Totale | Totale | Totale | Totale |
| Giocatore     | P        | PT       | AV       | MV       | BV       | P                        | PT                       | AV                       | MV                       | BV                       | P      | PT     | AV     | MV     | BV     |
| ------------- | -------- | -------- | -------- | -------- | -------- | ------------------------ | ------------------------ | ------------------------ | ------------------------ | ------------------------ | ------ | ------ | ------ | ------ | ------ |
| B. Agrifoglio | 26       | 54       | ?        | ?        | ?        | 1                        | 2                        | 1                        | 1                        | 0                        | 27     | 56     | ?      | ?      | ?      |
| A. Barzetti   | 4        | -        | -        | -        | -        | -                        | -                        | -                        | -                        | -                        | 4      | -      | -      | -      | -      |
| G. Cavestro   | 2        | 11       | ?        | ?        | ?        | -                        | -                        | -                        | -                        | -                        | 2      | 11     | ?      | ?      | ?      |
| A. Cogliandro | 27       | 287      | ?        | ?        | ?        | 1                        | 6                        | 4                        | 2                        | 0                        | 28     | 293    | ?      | ?      | ?      |
| A. Coneo      | 14       | 151      | ?        | ?        | ?        | 1                        | 12                       | 10                       | 1                        | 1                        | 15     | 163    | ?      | ?      | ?      |
| C. Coppi      | 18       | 84       | ?        | ?        | ?        | 0                        | 0                        | 0                        | 0                        | 0                        | 18     | 84     | ?      | ?      | ?      |
| F. Feliziani  | 28       | 1        | ?        | ?        | ?        | 1                        | -                        | -                        | -                        | -                        | 29     | 1      | ?      | ?      | ?      |
| S. Giuliodori | 27       | 277      | ?        | ?        | ?        | 1                        | 13                       | 7                        | 6                        | 0                        | 28     | 290    | ?      | ?      | ?      |
| E. Kiosī      | 28       | 569      | ?        | ?        | ?        | 1                        | 11                       | 10                       | 0                        | 1                        | 29     | 580    | ?      | ?      | ?      |
| S. Moneta     | 28       | 275      | ?        | ?        | ?        | 1                        | 3                        | 3                        | 0                        | 0                        | 29     | 278    | ?      | ?      | ?      |
| E. Rita       | 16       | 43       | ?        | ?        | ?        | 1                        | 6                        | 5                        | 1                        | 0                        | 17     | 49     | ?      | ?      | ?      |
| C. Stincone   | 10       | 5        | ?        | ?        | ?        | 0                        | 0                        | 0                        | 0                        | 0                        | 10     | 5      | ?      | ?      | ?      |
| F. Villani    | 20       | 176      | ?        | ?        | ?        | 1                        | 3                        | 3                        | 0                        | 0                        | 21     | 179    | ?      | ?      | ?      |

P = presenze; PT = punti totali; AV = attacchi vincenti; MV = muri vincenti; BV = battute vincenti